# Myrceugenia decussata
Myrceugenia decussata är en myrtenväxtart som beskrevs av Joáo Rodrigues de Mattos. Myrceugenia decussata ingår i släktet Myrceugenia och familjen myrtenväxter. Inga underarter finns listade i Catalogue of Life.